# Économie et société byzantines
Les campagnes occupent une place centrale dans l’économie et la société byzantines : non seulement elles fournissent la nourriture des hommes ainsi que l’essentiel de l’armée, mais encore elles procurent aux classes supérieures de la société leurs moyens d’existence : 
- soit directement, par la perception de rentes ;
- soit indirectement, par la perception des gratifications de l’État, qui redistribue à l’aristocratie civile et militaire l’impôt levé sur les paysans.

Ces richesses étant, pour la plupart, dépensées en ville, la santé de l’économie urbaine dépend du niveau de l’économie rurale.

## La société rurale

### Contraintes physiques
L’économie rurale byzantine est largement tributaire des contraintes physiques et techniques :
- la partie byzantine de l'Asie mineure se caractérise par l’extrême exiguïté des plaines : dépressions karstiques et bassins d’effondrement ;
- les plaines alluviales étendues (Thessalie, Macédoine, deltas) sont insalubres, et donc presque inutilisables.

L’agriculture byzantine est donc une agriculture de versants et de sols minces, soumise à des climats peu favorables :
- climat méditerranéen à l’ouest des Balkans et dans le Péloponnèse ;
- climat continental au nord des Balkans : la situation estivale est meilleure mais l’hiver est soumis à de fortes gelées ;
- climat plus tempéré dans la région pontique.

L’Asie mineure est en revanche desservie par de vigoureux reliefs, qui arrêtent les influences maritimes et en privent tout le centre de la péninsule : les étés y sont donc arides et les hivers particulièrement rigoureux. Par ailleurs, les rivières se déversent dans des lacs qui sont salés.
Dans ces conditions, les paysans byzantins ne peuvent cultiver qu’une faible portion du territoire impérial, non sans risques car le climat présente de grandes irrégularités interannuelles.

### Technologie rudimentaire
Dès le départ, l’agriculture byzantine bénéficie de l’héritage du monde romain et se trouve relativement bien outillée : bêches,araires(dont le soc est parfois renforcé de métal). Les instruments sont souvent en métal ou recouverts de métal. Les instruments de labour, tirés par des bœufs, sont en général bien maîtrisés.
Les instruments de taille sont également très complets : le battage est réalisé sur une aire circulaire avec traîneau à fond incrusté de silex.
Le moulin à eau est largement répandu, l’irrigation largement pratiquée.
Il n’en demeure pas moins que les instruments aratoires sont d’une étonnante fixité : faute de socs dissymétriques, les charrues ne sont pas adaptées aux fonds de vallées alluviaux (mais l'araire reste adaptée aux sols meubles et minces) ; l’attelage ignore le cheval au profit de bœufs attelés par des jougs d'épaule rudimentaires ; la culture connaît des rotations biennales ce qui a des effets désastreux sur l’écosystème.
Les jardins privés sont arrosés grâce à de l’eau tirée à la main de puits.

### Élevage
Au sein de l’agriculture byzantine, l’élevage apparaît comme un facteur prépondérant de différenciation sociale : tandis que les riches propriétaires possèdent de grands nombres d’ovins et de bovins, l’exploitant agricole voit dans la détention d’une simple paire de bœufs la condition nécessaire à sa subsistance et à son indépendance économique. À cette paire de bœufs s’ajoute parfois une chèvre ou une brebis, et quelques porcs.
Dans les villages, les bêtes sont quotidiennement emmenées aux pâturages par le bouvier local et la meilleure saison est alors celle qui sépare la moisson des labours : les bêtes mangent la paille et abandonnent leur fumure. En dehors de cette période, aucune vaine pâture n’est possible. Les animaux ne peuvent cependant paître que sur les zones en friche et dans les bois, tout en y occasionnant des dommages considérables sans apporter d’amélioration au terroir cultivé.
Les animaux ne sont, par ailleurs, pas d’une très grande qualité : moutons et porcs sont à l’état semi-sauvage et compensés pour l’alimentation par la basse-cour. Cette situation s’explique par la mauvaise organisation et la médiocrité des terrains, autant que par le prix souvent exorbitant des animaux.
Dans ces conditions, seuls les riches peuvent pratiquer l’élevage spéculatif destiné au ravitaillement en viande des cités, à la laine et au cuir, à la fourniture des animaux de trait.

### Exploitation paysanne
L’état technologique des campagnes byzantines correspond à l’âge d'or de la petite exploitation paysanne, indépendante et familiale qui se regroupe avec d'autres au sein du village. L’exploitation familiale s’entend cependant au sens étroit : deux ou trois générations tout au plus, l’exploitation d'une famille nombreuse se divisant au moment de l’héritage.
L’exploitation familiale se compose en général d'une seule maison, où les animaux sont séparés des hommes ; elle est toujours accompagnée d’un jardin, aucune exploitation paysanne ne vivant sans jardin. Elle détient des parcelles dans des zones cultivables agricoles.

### Villages
Les exploitations paysannes sont généralement regroupées en villages, qui sont alors la forme dominante de l’habitat. Certains paysans aisés parviennent cependant à vivre à l’écart, au milieu de leurs terres ; d’autres sont contraints de s’installer en bordure de leurs champs, faute de jardin au chef-lieu du village.

#### Structure
Le village byzantin est formé de maisons regroupées et ceintes de fossés et de palissades : soit les maisons sont au milieu de leur jardin, soit les maisons se regroupent en village, auquel cas les jardins se trouvent en périphérie.
Les zones de culture sont parfois interrompues de fermes isolées ou de hameaux.

#### Société villageoise
Le village est une société solidaire et diversifiée : même si on met de côté les esclaves, il présente une grande palette sociale.
Les villageois se répartissent en deux grands groupes : ceux qui sont propriétaires de leur exploitation et ceux qui n'en sont que locataires. Parmi ceux-ci, les emphytéotes laissent peu à peu la place aux parèques. Ce sont des paysans libres qui détiennent la terre de façon inamovible moyennant un loyer.
En dehors des prêtres, qui occupent une place d'honneur, certains villageois constituent l'élite locale : il en va ainsi des propriétaires, qui s'intitulent sur les actes officiels « maîtres de maison ».
Au XIIe siècle, le paysan byzantin reste libre en droit : il circule à son gré, lègue et vend sa terre à sa guise, jouit des mêmes garanties juridiques que tout autre sujet du Basileus. Mais les épidémies, les guerres, les troubles intérieurs, la pression des grands propriétaires entraînent exode rural et baisse démographique que ne compensent pas les arrivées d’Asie Mineure occupée. Les dunatoi (puissants) mènent une âpre lutte pour les attirer sur leurs domaines et en faire leur parèques. Le pouvoir réagit car compte tenu des exemptions fiscales dont jouissent les puissants, chaque parèque est un contribuable de moins.

## Essor urbain
Malgré de profondes transformations, presque aucune cité ne disparaît sous l'Empire byzantin à l’exception de la cité de Thèbes Phtiotidès, en Thessalie. Les villes antiques subsistent donc mais le contexte général d’appauvrissement rend leur vie difficile et l’insécurité les oblige, surtout loin des côtes, à se rétracter dans des enceintes fortifiées.

### Mutations urbaines
Les crises économiques hâtent cependant la mutation économique, sociale et politique des villes, lesquelles deviennent de plus en plus rurales compte tenu de l’exode rural, sans cesse croissant. Les villes deviennent alors les chefs-lieux de districts agricoles et abritent une majorité d’agriculteurs incapables d’assurer eux-mêmes leur propre renouvellement.
Plus tard, avec la restauration de la sécurité dans l’Empire, les villes se verront dotées d'une importance militaire et politique nouvelle et deviendront les points d’application locaux du pouvoir impérial, représenté par le stratège.
À partir du IXe siècle, la ville est donc étroitement liée à son environnement rural et administratif et ce d'autant plus que, comme le rappelle le Pocheiron de Basile Ier, nul ne perd son statut juridique en passant de la campagne à la ville : la ville devient donc un partenaire de la campagne.
Cette harmonie sera cependant le fer de lance de la puissance byzantine : les villes sont en effet réparties, sur l’ensemble du territoire byzantin, en un semis très régulier de villes moyennes. Cette ruralisation des cités entraîne cependant l’apparition de particularismes locaux, qui seront combattus par le pouvoir impérial, combat qui trouve son point culminant en 895, lorsque Léon VI supprime les autonomies municipales.

### Économie urbaine
En règle générale, une ville byzantine produit à peu près de tout, dans les limites de la demande locale mais seules les métropoles d’Empire, comme Constantinople ou Thessalonique, peuvent développer des industries de travail de la soie ou des matières précieuses.
L’archéologie démontre que, du IXe au XIIe siècle, Cherson et Corinthe sont les capitales de la métallurgie fine. Pergame apparaît également comme le centre de fabrique des flèches en fer.
À partir du XIIe siècle, la céramique devient une industrie provinciale, Constantinople se contentant d’une production assez fruste de grossière céramique rouge : Corinthe, Athènes, Sparte et Thessalonique se font une spécialité dans la production de céramique. Au XIe siècle, cette industrie s'étend à Nicomédie.